# Гранов, Ади
Ади́ Гра́нов (англ. Adi Granov; 11 января 1977, Сараево, Югославия) — боснийско-британский художник, иллюстратор и концептуальный дизайнер словенского происхождения. Известен своими рисованными работами и иллюстрациями совместно с Marvel Comics.
Гранов сделал концептуальную работу для таких фильмов как «Мстители» и «Новый Человек-паук. Высокое напряжение». Также занимался геймдизайном для видеоигр.

## Биография
Родился в январе 1977 года, в городе Сараево (Югославия). С ранних лет проявлял интерес к рисованию. В 1994 году, спасаясь от Боснийской войны, 16-летний Гранов бежал из Боснии вместе с матерью и младшей сестрой, семья эмигрировала в Соединенные Штаты; следующие десять лет Гранов проживал в Портленде (штат Орегон) и Сиэтле (штат Вашингтон), где Гранов изучал живопись и концепт-дизайн в университете. На становление стиля художника оказало влияние творчество Мёбиуса (Жана Жиро), Хадзимэ Сораямы и Дрю Струзана, хотя в интервью 2010 года он заявил, что считает себя «рисовальщиком, а не художником».

## Карьера
Гранов провел последние три года в США, в Чикаго, занимаясь разработкой программного обеспечения для Nintendo, работая над Bionic Commando и Wave Race: Blue Storm. Он предоставил иллюстрации для «Wizards of the Coast» к их играм «Звездные войны» и «Колесо времени», а также иллюстрировал «Мастера судьбы», рассказ для Metal Hurlant #10, антологического журнала издательства Humanoids Publishing. Находясь в Чикаго, он получил свою первую иллюстративную работу для Dreamwave Productions, издательства комиксов, базирующегося в Торонто, Онтарио, Канада. Хотя его работа над их книгой «NecroWar» (2003) была хорошо принята, издатель подал заявление о банкротстве, после чего Гранову не платили уже несколько месяцев, что сказалось на его способности платить арендную плату.

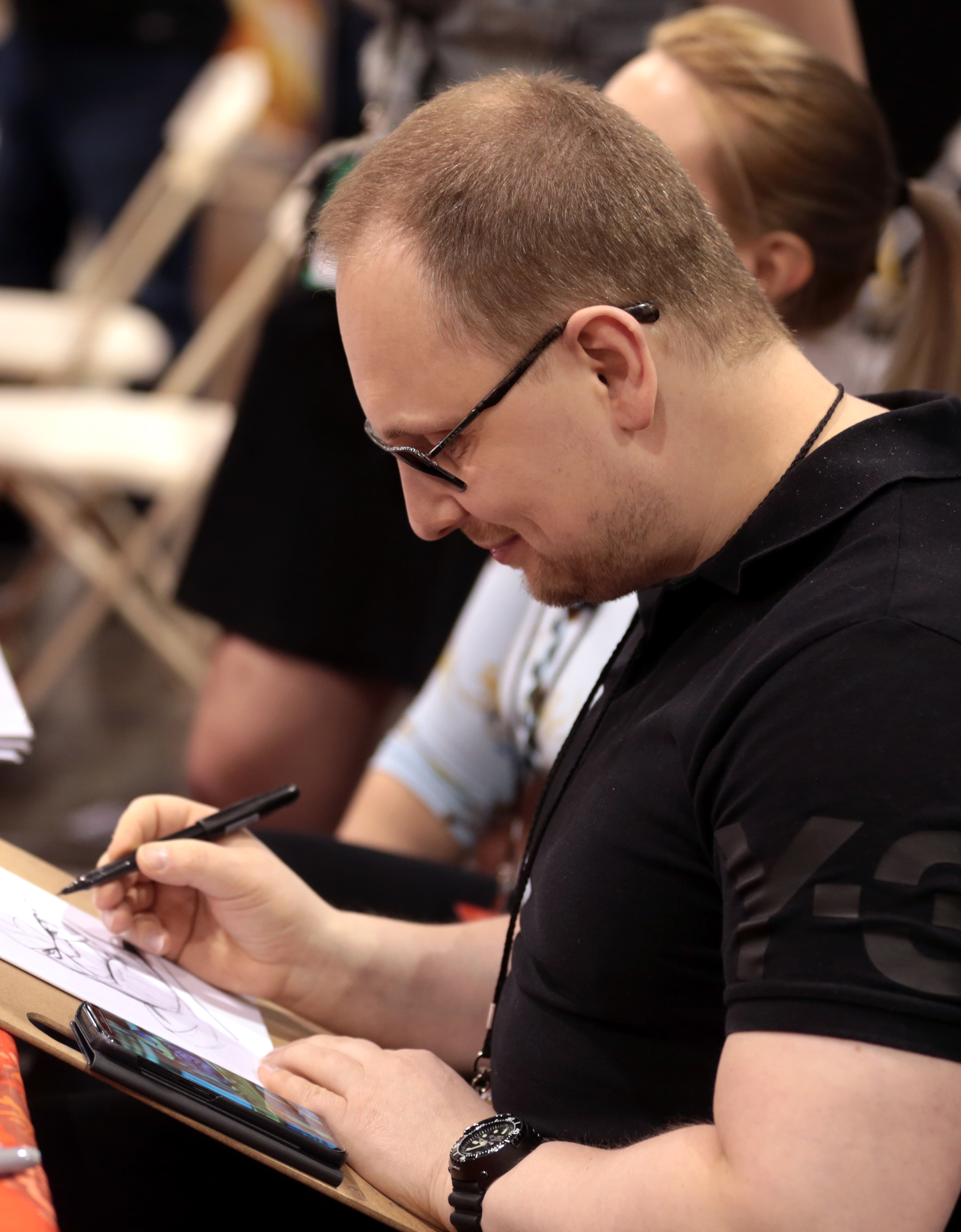
Гранов на Phoenix Comic Fest в 2018 году

В июле 2018 года компания Insomniac Games представила видеоигру Spider-Man, в которой представлен разработанный Грановым костюм Человека-паука под названием Velocity Suit.

## Личная жизнь
Начав публиковать свои работы на одном из посвящённых живописи интернет-форумов, он подружился с модератором этого сайта по имени Тамсин. Они встретились и поженились, и Ади переехал в Илкли (Западный Йоркшир, Великобритания).
Гранов увлекается самолетами, поездами и автомобилями, а также пчеловодством.

### Marvel Comics

#### Интерьерная работа
- The Amazing Spider-Man (История Венома) #568 (2008)
- Dark Reign: The Cabal one-shot (2009)
- Iron Man, vol. 4, #1-6 (2005–2006)
- Iron Man: Viva Las Vegas, незаконченный мини-сериал, #1-2 (2008)
- Tales of Suspense Commemorative Edition: Captain America and Iron Man #1 (2005)
- X-Men Unlimited #2 (2004)
- Young Guns Sketchbook 2004 (2005)
- Captain America: Living Legend #1-4 (2013) (Credited in issue #1 as penciller and co-writer w/ Andy Diggle; Issues #2-4 credited as writer w/ Andy Diggle.)

## Фильмография
Гранов сделал концептуальную работу для таких фильмов как «Мстители» и «Новый Человек-паук. Высокое напряжение».

### Комментарии
1. ↑  He left Sarajevo in 1994 aged 16,[11] so based on that information, he could have been born in the range 1977–1979. He was 32 ca. 10 June 2009,[12] yielding a birth date range of ca. 11 June 1976 –  10 June 1977. This yields a potential birth date of 1 January 1977 –  ca. 10 June 1977.